# Roman mit Kokain
Roman mit Kokain (russisch: Роман с кокаином, Roman s kokainom) ist ein Roman in russischer Sprache, der 1936 in Paris unter dem Pseudonym M. Agejew (М. Агеев) veröffentlicht wurde. Als Autor gilt heute Mark Lasarewitsch Levi (Марк Ла́заревич Ле́ви).

## Inhalt
Der Roman ist eine „zeittypische Internats-, Pubertäts- und Initiationsgeschichte“ des jungen Ich-Erzählers Wadim Maslennikow. Dieser durchlebt in Moskau während der russischen Revolution mit seinen Internatskameraden diverse Sex-, Betrugs- und Drogeneskapaden, bevor er in die Kokainsucht abstürzt, an der er letztlich stirbt. Maslennikow erscheint in seiner eigenen Erzählung als menschenverachtender Versager, Emporkömmling und Anpasser, der rücksichtslos sowohl die Menschen, die ihm nahestehen, und dann sich selbst ruiniert.
Der Originaltitel ist zweideutig: Роман bedeutet im Russischen sowohl „Liebschaft“ wie auch „Roman“.
Das Gymnasium
Wadim Maslennikow ist zu Einsetzen der Handlung 16 Jahre alt. Um sich den Besuch der Privatschule leisten zu können, spart seine verwitwete Mutter sich das Schulgeld vom Mund ab. Maslennikow begegnet ihr mit Ablehnung, da ihre Ärmlichkeit ihm peinlich ist. Vor seinen Mitschülern verleugnet er sie.
Zu Beginn der Handlung steht der Ausbruch des 1. Weltkrieges, dessen Verlauf allerdings schnell in den Hintergrund rückt. Das Klima in der Klasse wird stattdessen zusehends geprägt durch den Konkurrenzkampf dreier Schüler: Jegorow, genannt „Jag“, den reichen Sohn russischer Altgläubiger; Stein, einen ebenfalls begüterten Sohn jüdischer Pelzhändler; und schließlich Burkewitz, einst ein unauffälliger Schüler, der nach einer öffentlichen Demütigung insgeheim beschließt, sie alle zu überflügeln. Als er die Klasse vor dem Bildungsminister vertreten darf, ist der Kampf zu seinen Gunsten entschieden. Kurz vor dem Schulabschluss kommt es zwischen Burkewitz und dem Schulpopen zu einer Konfrontation, als Burkewitz diesem Bigotterie vorwirft. Für den observierenden Maslennikow ungewöhnlich, versucht er Burkewitz beizustehen, und es kommt zu einer kurzen Annäherung der beiden.
Sonja
Nach Abschluss der Schule schreibt sich Maslennikow in der Juristischen Fakultät ein. Bei einer Sauftour mit Jag lernt er die verheiratete, ein wenig ältere Sonja kennen. Die beiden werden ein Paar, doch der verunsicherte Maslennikow ist nicht in der Lage, mit ihr zu schlafen. Erst als er zufällig den Beweis der vollzogenen Ehe Sonjas mit ihrem Mann vorgeführt bekommt, haben sie Sex. Der Preis ist seine Desensibilisierung, die Sonja zum reinen Lustobjekt degradiert. In der Folge zerbricht die Beziehung und Sonja verlässt ihn.
Kokain
Aus Langeweile lässt sich Maslennikow überreden, mit einem entfernten Bekannten Sander Kokain beim Dealer Mik zu kaufen. Noch in derselben Nacht bestiehlt er seine Mutter, um neues Kokain zu kaufen, und wird daraufhin von ihr verstoßen. In seiner Notlage wendet er sich an Jag, der zufällig gerade auf Geschäftsreise geht und Maslennikow zweihundert Rubel und sein Zimmer für zwei Monate überlässt. In der folgenden Zeit  rutscht Maslennikow völlig in die Sucht ab. In seinem physischen und psychischen Verfall peinigen ihn Angst- und Wahnbilder.
Gedanken
In diesem letzten Teil des Romans breitet Maslennikows seine aus den vorhergegangenen Erfahrungen abgeleitete Weltsicht aus: er sieht sich einem unentrinnbaren Dualismus von Glück und Unglück ausgesetzt, der den Menschen zwingt, bei jedem Erleben von Glück in der Folge zwangsläufig Unglück und niedere Gedanken zu empfinden. Das Edle im Menschen ist so zwangsläufig auf das Schlechte und Niedere angewiesen und nivelliert. Solange es den Menschen gebe, werde es Böses geben.
Angefügt ist dem letzten Abschnitt der Bericht eines Arztes, der von Maslennikows Ende berichtet: im postrevolutionären Russland war es dem Süchtigen nicht möglich, einen Platz in einer Klinik zu ergattern. Abgelehnt hat dessen Gesuch ausgerechnet sein ehemaliger Schulfreund Burkewitz, der zu einem wichtigen Funktionär aufgestiegen ist. Maslennikow nahm eine Überdosis Kokain und schrieb zuvor noch seine Erinnerungen auf: überschrieben sind sie mit den am Anfang zu findenden Worten „Burkewitz hat abgelehnt.“

## Publikationsgeschichte und Rezeption
Das Manuskript gelangte 1933 aus Istanbul in die Redaktion der russischen Exilantenzeitschrift „Tchisla“ in Paris und wurde 1934 abgedruckt. 1936 erschien eine Buchausgabe in Paris. Eine französische Übersetzung, erschienen 1983, wurde von der Literaturkritik überaus gelobt. Es folgten weitere Übersetzungen in mehr als ein Dutzend Sprachen. Die Neue Zürcher Zeitung bezeichnete den Roman 2012 als „eines der überragenden Meisterwerke der modernen russischen Literatur“.
Der Roman wurde zweimal ins Deutsche übersetzt:
- 1986 von Daniel Dubbe aus der französischen Übersetzung (Rowohlt Verlag, ISBN 978-3-498-00020-2)
- 2012 von Valerie Engler und Norma Cassau aus dem russischen Original (Manesse Verlag, ISBN 978-3-7175-2286-7)

## Autor
In den 1980er Jahren wurde über die Identität von „M. Agejew“ heftig spekuliert. Der Erfolg des Romans wurde durch die weit verbreitete Vermutung befördert, hinter dem Pseudonym habe sich Vladimir Nabokov versteckt. Seit den 1990er Jahren gilt als gesichert, dass das Manuskript des Romans von dem damals in Istanbul lebenden Russen Mark Levi verfasst wurde. Die Biografie Levis wurde 1994 dank der Nachforschungen zweier Moskauer Archivare bekannt, dabei fanden sie einen von ihm 1941 verfassten Lebenslauf, in dem er sich als Autor des Romans bezeichnete.

## Verfilmung
Der Roman wurde im Jahre 2012 erstmals in einer russischen Produktion von Alti Films (Алти фильмс) verfilmt. Dabei wurde die Handlung in die Gegenwart verlegt.
Gennadij Aleksandrovitsch Sidorow (Геннадий Александрович Сидоров) schrieb das Drehbuch und führte die Regie. Der Regisseur verstarb während der Arbeit am Ton zum Film. Die Hauptrolle des Protagonisten Wadim Maslennikow wird von Igor Trif (Игорь Триф) gespielt. Die Filmpremiere fand in Sotschi am 2. Juni 2013 statt. Eine russlandweite Vorführung folgte am 16. Januar 2014.